# Cincinnati Union Terminal
Cincinnati Union Terminal es una estación de trenes interurbanos y un centro de museos en el vecindario Queensgate de Cincinnati, en el estado de Ohio (Estados Unidos). Comúnmente abreviado como CUT, o por su código de estación de Amtrak, CIN, la terminal cuenta con el servicio de la línea Cardinal de Amtrak, que pasa por Cincinnati tres veces por semana. El inquilino más grande del edificio es el Centro de Museos de Cincinnati, que comprende el Museo de Historia de Cincinnati, el Museo de Historia Natural y Ciencias, el Museo Infantil Duke Energy, la Biblioteca y Archivos de Historia de Cincinnati y un teatro Omnimax.
La arquitectura distintiva, el diseño interior y la historia de Union Terminal le han valido varias designaciones históricas, incluso como Monumento Histórico Nacional. Su diseño art déco incorpora varias obras de arte contemporáneas, incluidos dos de los murales industriales de Winold Reiss, un conjunto de dieciséis murales de mosaico que representan la industria de Cincinnati encargados para la terminal en 1931. El espacio principal de la instalación, la Rotonda, tiene dos mosaicos enormes murales diseñados por Reiss. Las calzadas de taxis y autobuses que conducen hacia y desde la rotonda ahora se utilizan como espacio de museo. El vestíbulo del tren era otra parte importante de la terminal, aunque ya no existe. Tenía los dieciséis murales industriales de Reiss, junto con otras características importantes de arte y diseño.
Cincinnati Union Terminal Company se creó en 1927 para construir una estación sindical para reemplazar cinco estaciones locales utilizadas por siete ferrocarriles. La construcción, que duró de 1928 a 1933, incluyó la creación de viaductos, edificios de correo y expresos, y estructuras de servicios públicos: una planta de energía, una planta de tratamiento de agua y una rotonda. Seis de los ferrocarriles terminaron en la estación, de la que eran propietarios conjuntos, mientras que Baltimore y Ohio operaban a través de servicios.
Inicialmente infrautilizada, la terminal vio crecer el tráfico durante la Segunda Guerra Mundial y luego disminuyó durante las siguientes cuatro décadas. Se montaron varias atracciones a lo largo de los años para complementar la disminución de los ingresos. El servicio de trenes se detuvo por completo en 1972 y el servicio de Amtrak se trasladó a una la estación Cincinnati River Road. La terminal estuvo en gran parte inactiva desde 1972 hasta 1980; durante este tiempo, se demolieron sus andenes y la explanada de trenes. En 1980, se construyó el centro comercial Land of Oz dentro de la estación; funcionó hasta 1985. A fines de la década de 1980, dos museos de Cincinnati se fusionaron y renovaron la terminal, que reabrió en 1990 como Cincinnati Museum Center. Amtrak volvió a la terminal en 1991, retomando su papel como estación de trenes interurbanos. Una renovación de dos años y $ 228 millones restauró el edificio, completada en 2018.

## Historia

### Antecedentes, planificación y construcción

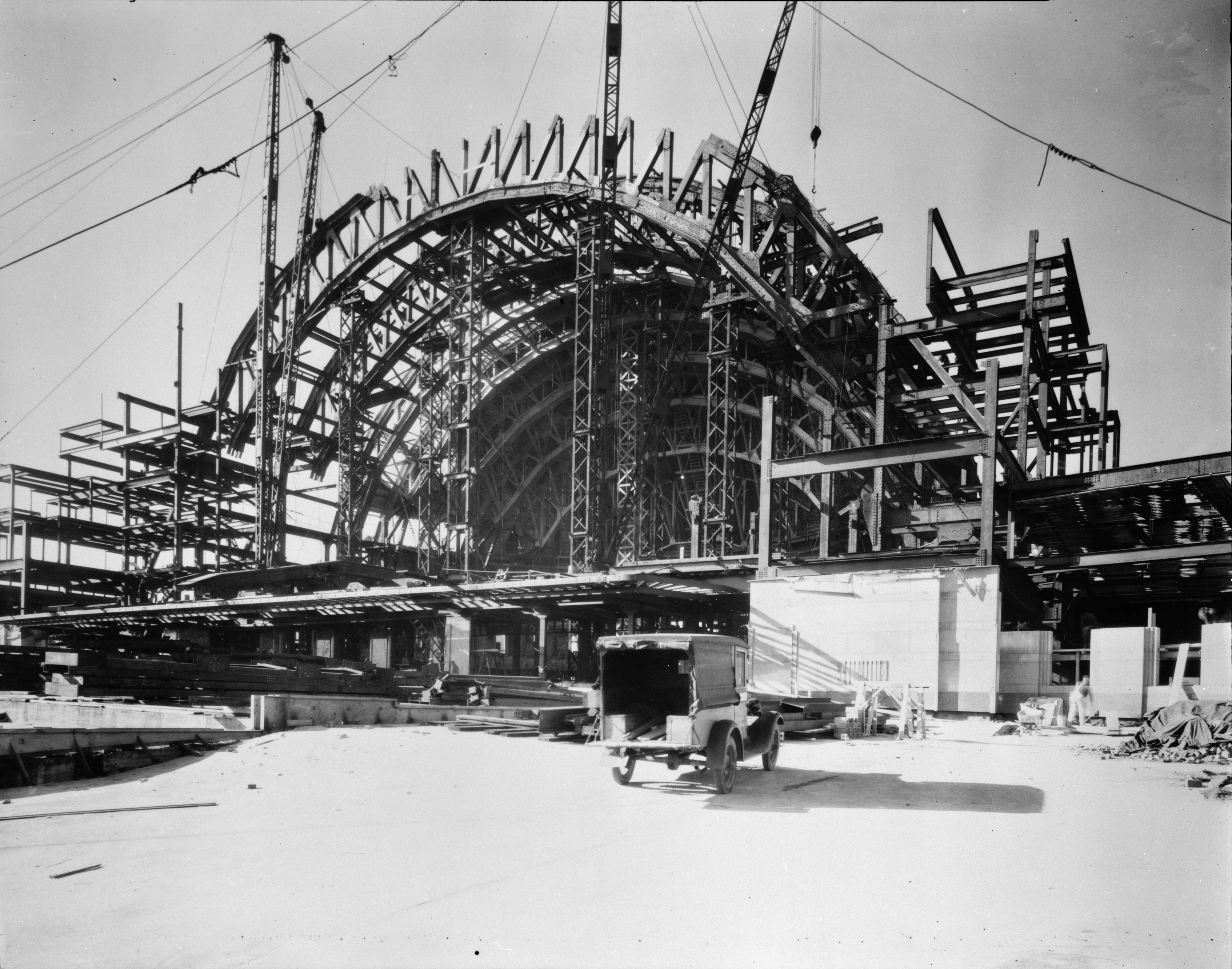
Armazón estructural de la cúpula de la terminal

Cincinnati fue un importante centro de tráfico ferroviario a finales del siglo XIX y principios del XX. Sin embargo, el tráfico interurbano de pasajeros de Cincinnati se dividió en cinco estaciones que estaban abarrotadas y propensas a inundaciones del río Ohio. Después de la Gran Inundación de 1884, los presidentes de los ferrocarriles comenzaron a buscar una terminal principal ubicada lejos del río. Durante la mitad de la planificación, la Depresión de 1920-1921 y la Primera Guerra Mundial interrumpieron los esfuerzos para crear la estación sindical. Un acuerdo para una estación de unión entre los siete ferrocarriles que servían a Cincinnati y la ciudad misma no se logró hasta julio de 1927. Ese año el Ferrocarril de Baltimore y Ohio; el Ferrocarrilde Chesapeake y Ohio; el FerrocarrilCentral de Nueva York (a través de su subsidiaria, el Ferrocarril de Cleveland, Cincinnati, Chicago y San Luis, o "los Cuatro Grandes"); el Ferrocarrilde Louisville y Nashville; el Ferrocarrilde Norfolk y del Oeste; el Ferrocarrilde Pensilvania; y el Ferrocarril del Sur seleccionaron un sitio para su nueva estación en el West End, cerca de Mill Creek.
El estudio de arquitectura Fellheimer & Wagner recibió el encargo de diseñar la terminal en junio de 1928. La firma lanzó por primera vez planes conservadores con atributos góticos en junio de 1929. El diseño evolucionó hacia su diseño art déco final entre 1931 y 1932. Se escogió ese estilo teniendo en cuenta el ahorro de costos propuesto, así como su vivacidad, color y decoración moderna.
Union Terminal Company se creó el 14 de julio de 1927 para construir el complejo de la terminal y otras mejoras de transporte relacionadas. La construcción comenzó en 1928 con la remodelación del valle de Mill Creek a un punto casi nivelado con la ciudad circundante, un esfuerzo que requirió desplazar 4 200 000 m³ de tierra en un vertedero. Otros trabajos incluyeron la construcción de terminales de correo y exprés, una terminal de motores, una central eléctrica, un patio de autocares, viaductos sobre Mill Creek y los accesos ferroviarios a Union Terminal. La construcción del edificio de la terminal en sí comenzó en agosto de 1929, poco antes de la Gran Depresión. La construcción se terminó seis meses antes de lo previsto; su costo final fue de 41,5 millones de dólares. La inauguración oficial de la estación fue el 31 de marzo de 1933. En este evento, el director de B&O, John J. Cornwell, declaró en particular que las estaciones de pasajeros estaban disminuyendo en uso y que la finalización del edificio se produjo después de que había pasado su necesidad. La inauguración oficial de la estación fue el 31 de marzo de 1933. En este evento, el director de B&O, John J. Cornwell, declaró en particular que las estaciones de pasajeros estaban disminuyendo en uso y que la finalización del edificio se produjo después de que había pasado su necesidad.

### Operaciones y decadencia

Multitud de Navidad, 1945

Union Terminal abrió durante la Gran Depresión, una época de declive en los viajes en tren. Por lo tanto, sus primeros años experimentaron un tráfico de pasajeros relativamente bajo. Para 1939, los periódicos locales ya describían la estación como un elefante blanco. Si bien tuvo un breve resurgimiento en la década de 1940, debido a la Segunda Guerra Mundial, su uso disminuyó durante la década de 1950 hasta la década de 1960, ya que los pasajeros habían optado por automóviles y aviones individuales asequibles para viajes de larga distancia. A fines de la década de 1950, Union Terminal Company comenzó a buscar otros usos para el edificio. El servicio de trenes disminuyó de 51 por día en 1953 a 24 por día en 1962. En junio de 1963 se hicieron públicas ocho propuestas para el espacio: un museo del ferrocarril; centro de transporte de líneas aéreas, de autobuses y ferroviarias; edificio de la corte; centro de Convenciones; Museo de la Fuerza Aérea; museo de ciencia e industria; industria privada; y un centro comercial. In 1968, the Cincinnati Science Center opened in Union Terminal, though due to financial difficulties, the museum closed in 1970.

### Abandono y demolición parcial

Pizarra de llegadas el 28 de octubre de 1972

Amtrak se hizo cargo de la mayor parte del servicio de pasajeros en los Estados Unidos en 1971 y redujo el servicio de Cincinnati a solo dos rutas por día, posteriormente reducido a solo una. Como esto ni siquiera comenzaba a justificar el uso de una instalación tan grande, Amtrak también programó el cierre de la terminal en octubre de 1972, después de 18 meses de servicio de Amtrak. La terminal sería esta la primera estación importante que abandonó a favor de una nueva estación. El cierre programado dejó incierto el destino de la terminal, lo que llevó a múltiples esfuerzos para llamar la atención del público sobre el tema a mediados o fines de octubre de 1972.
El 11 de octubre de 1972, la Sociedad Histórica de Ohio nominó la terminal para el Registro Nacional de Lugares Históricos, con una nota de emergencia ya que Southern Railway planeaba demoler la terminal; la nominación fue aprobada 20 días después. El último tren de pasajeros partió el 28 de octubre de 1972, y Amtrak abandonaron la terminal y al día siguiente abrieron una estación más pequeña cerca. Union Terminal Company se quedó con un edificio vacío, sin ingresos y con una deuda significativa. Vendió el edificio y el patio ferroviario a Southern Railway, que estaba ampliando sus operaciones de carga. El ferrocarril convirtió el patio de pasajeros en un patio de carga y planeó eliminar el vestíbulo de trenes de la terminal para permitir una altura adicional para sus operaciones a cuestas. El Ferrocarril del Sur anunció los planes de demolición y dio tiempo a las partes interesadas para retirar los murales de la explanada..
En enero de 1973, el Comité de Revive Union Terminal eligió la casa de un miembro de la junta de Southern Railway, el comisionado de la ciudad se negó a emitir un permiso de demolición para la terminal y se planearon más eventos públicos. El 15 de mayo de 1973, el Comité de Planificación y Desarrollo Urbano del Ayuntamiento de Cincinnati votó 3 a 1 para designar a Union Terminal para su conservación como Monumento Histórico Local de Cincinnati, evitando que Southern Railway destruya todo el edificio. En 1974, el Ferrocarril del Sur bloquea la mayor parte del vestíbulo del tren. Antes de esto, la ciudad retiró catorce murales industriales de Reiss; fueron transportados e instalados en el Aeropuerto Internacional de Cincinnati/Northern Kentucky. Una campaña de base llamada "Salvemos la terminal" recaudó los 400 000 dólares necesarios para salvar las obras, aunque no pudo recaudar fondos suficientes para salvar el mural del mapa en la pared oeste de la explanada, que fue destruido. Se propusieron varios planes para la reutilización del edificio en la década de 1970, incluso como centro de tránsito local o escuela de artes. En agosto de 1975, la ciudad de Cincinnati compró la terminal y buscó inquilinos. Tres desarrolladores propusieron planes y la ciudad eligió a Joseph Skilken Organization, un desarrollador de bienes raíces con sede en Columbus.
La Organización Skilken propuso inicialmente "Oz" o la "Tierra de Oz", un centro comercial con una pista de patinaje sobre hielo y una bolera. El patinaje sobre hielo y los bolos nunca se materializaron, pero las tiendas minoristas y los restaurantes del centro comercial comenzaron a instalarse en 1978. Skilken invirtió alrededor de 20 millones de dólares en la renovación de la terminal. En 1977, la terminal fue designada Monumento Histórico Nacional. El 4 de agosto de 1980, el centro comercial tuvo su fiesta de inauguración, con 40 inquilinos. En su apogeo, el centro comercial tenía entre 7800 y 8000 visitantes por día y tenía 54 vendedores. La recesión de principios de la década de 1980 afectó al centro comercial; las tasas de interés crecieron rápidamente del 6 al 22 por ciento. En 1981, el primer inquilino se mudó; en 1982, el número de inquilinos se había reducido a 21. En agosto de 1982, se inauguró en la terminal el Museo de Salud, Ciencia e Industria de Cincinnati. Oz cerró en 1984, pero su ancla, los grandes almacenes Loehmann en el centro de la Rotonda, permaneció abierta hasta el año siguiente.

### Operación del museo y servicio ferroviario

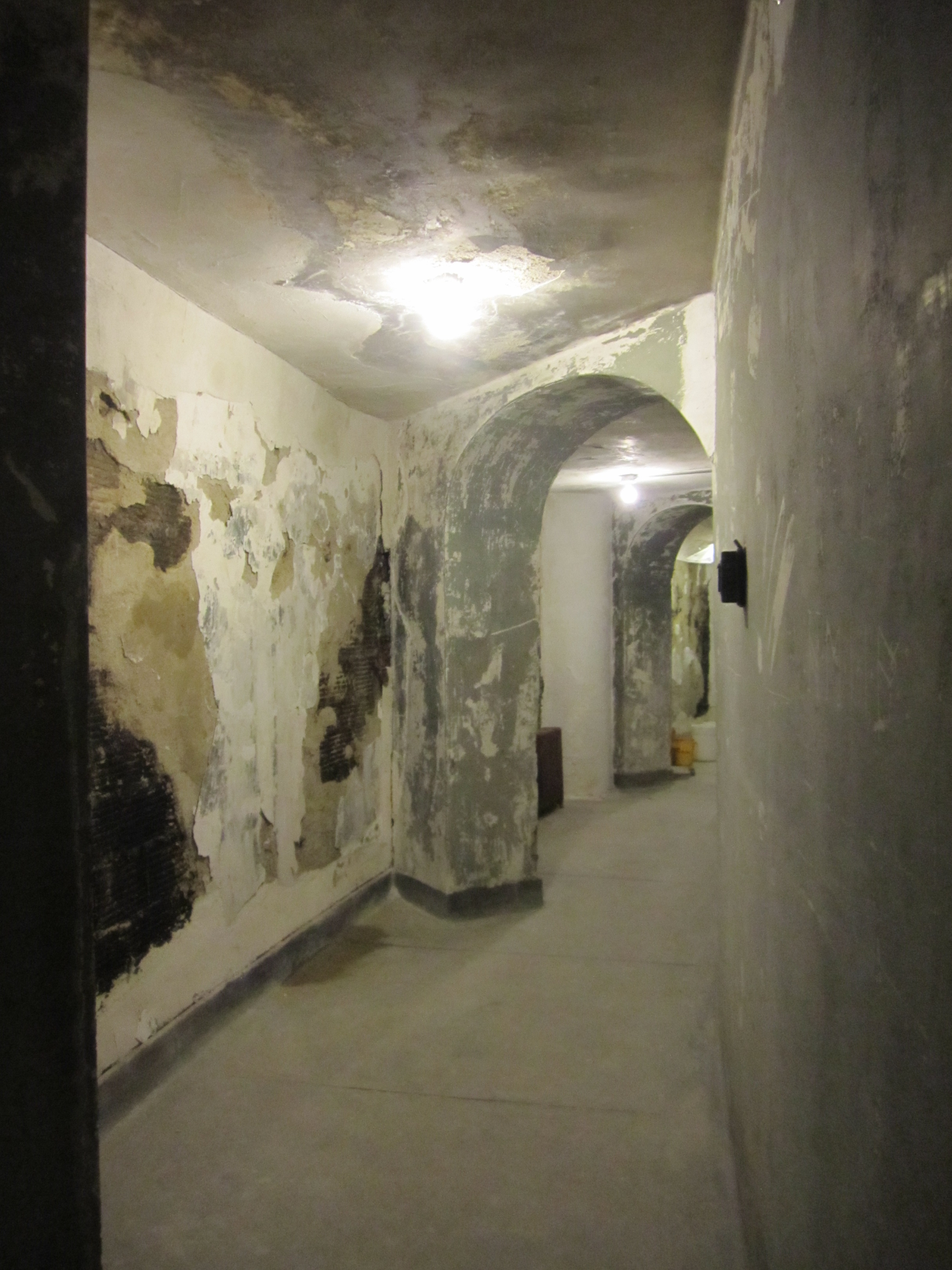
Pasillos de servicio deteriorados antes de la renovación de 2016-18

A principios de la década de 1980, la Sociedad Histórica de Cincinnati y el Museo de Historia Natural de Cincinnati comenzaron a buscar espacios más grandes. Decidieron unirse para ocupar un espacio en Union Terminal. Para financiar las renovaciones necesarias, los votantes del condado de Hamilton aprobaron un impuesto de bonos de $33 millones en mayo de 1986. Otros fondos provinieron del estado de Ohio ($8 millones), la ciudad de Cincinnati ($3 millones) y más de 3,000 individuos, corporaciones y fundaciones de Cincinnati. . La renovación convirtió unos 18 581 m² de espacio subterráneo, así como las rampas de taxis y autobuses de la terminal, en espacio de exhibición. Se restauró la explanada principal, se renovó el espacio comercial y se restauró el teatro. La entrada a la explanada del tren se renovó en el teatro Omnimax, y el salón de hombres se convirtió en la sala de espera y el mostrador de boletos de Amtrak.
El museo abrió el 10 de noviembre de 1990. Los miembros originales del centro del museo fueron la Biblioteca de la Sociedad Histórica de Cincinnati, el Museo de Historia de Cincinnati, el Museo de Historia Natural de Cincinnati y el Teatro Omnimax de la Familia Robert D. Lindner. El centro se convirtió en la cuarta atracción más grande del área, detrás del Cincinnati Reds, Kings Island, y el Zoológico de Cincinnati. Las renovaciones del centro del museo también permitieron que Amtrak restaurara el servicio a Union Terminal a través del tren Cardinal tres veces por semana en 1991. En 1995, las entidades se fusionaron oficialmente para crear el Cincinnati Museum Center, al que también se unió el Cinergy Children's Museum en octubre de 1998.
En 2004, los residentes del condado aprobaron un gravamen para los costos operativos y las reparaciones principales del edificio. En 2009, ampliaron la tasa para financiar más reparaciones,  y el centro del museo comenzó a restaurar el ala suroeste de la terminal.  
En julio de 2018, Amtrak dejó de contratar personal en 15 de sus estaciones, incluido Cincinnati. Desde la finalización del proyecto de renovación, Amtrak permite a los clientes registrarse en Las Maletas en el Tren. El centro educativo y el centro museo de Tuvieron en las ceremonias de reapertura el 17 de noviembre de 2018. En julio de 2018, Amtrak dejó de contratar personal en 15 de sus estaciones, incluida Cincinnati. Desde la finalización del proyecto de renovación, Amtrak permite a los clientes registrar las maletas en el tren. El edificio y el centro museístico tuvieron su ceremonia de reapertura el 17 de noviembre de 2018.
En enero de 2019, la terminal ganó otro museo como inquilino, el Centro de Humanidad y Holocausto Nancy & David Wolf, en el antiguo espacio de la Biblioteca de Historia.

## Galería

### Exterior

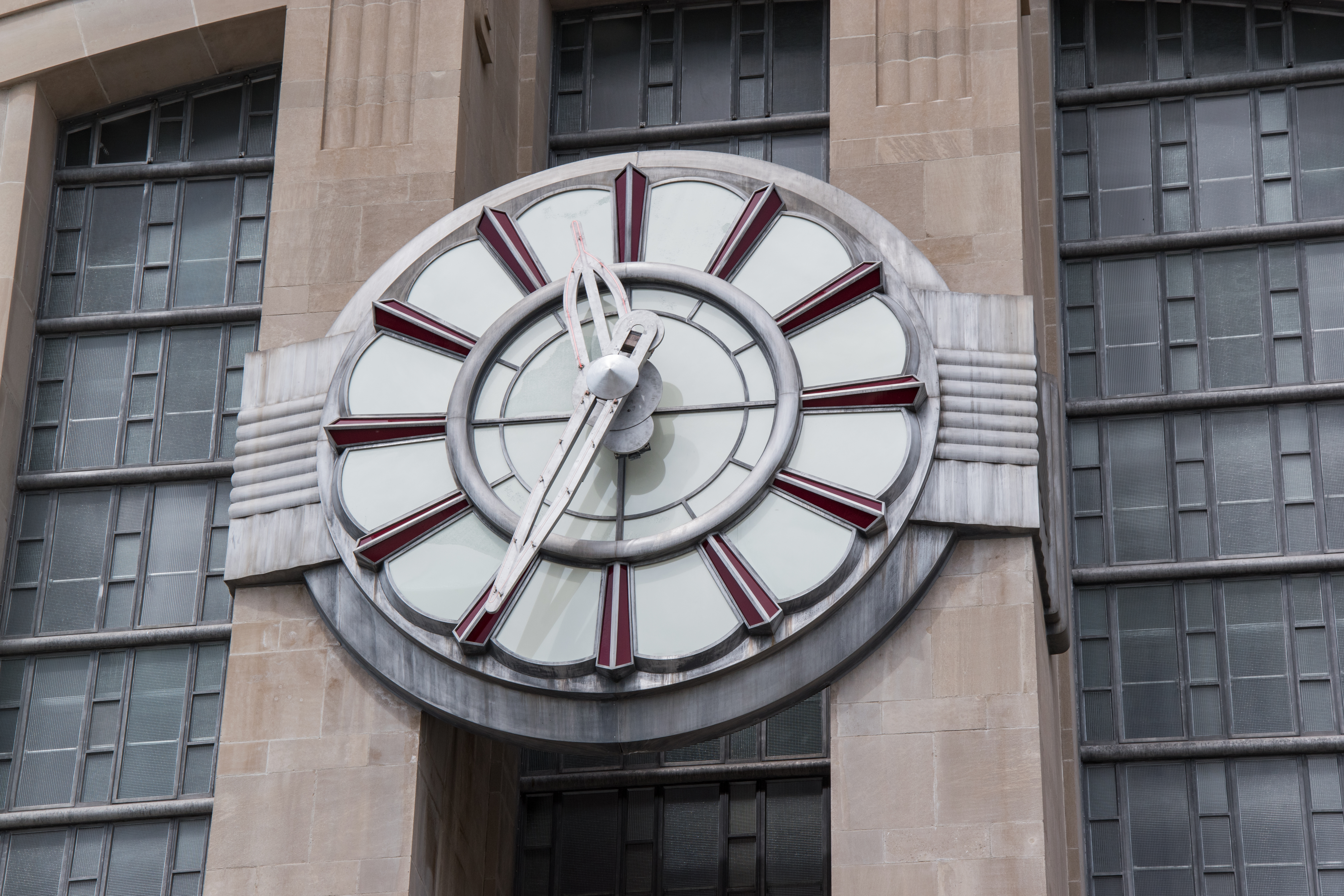
Reloj exterior
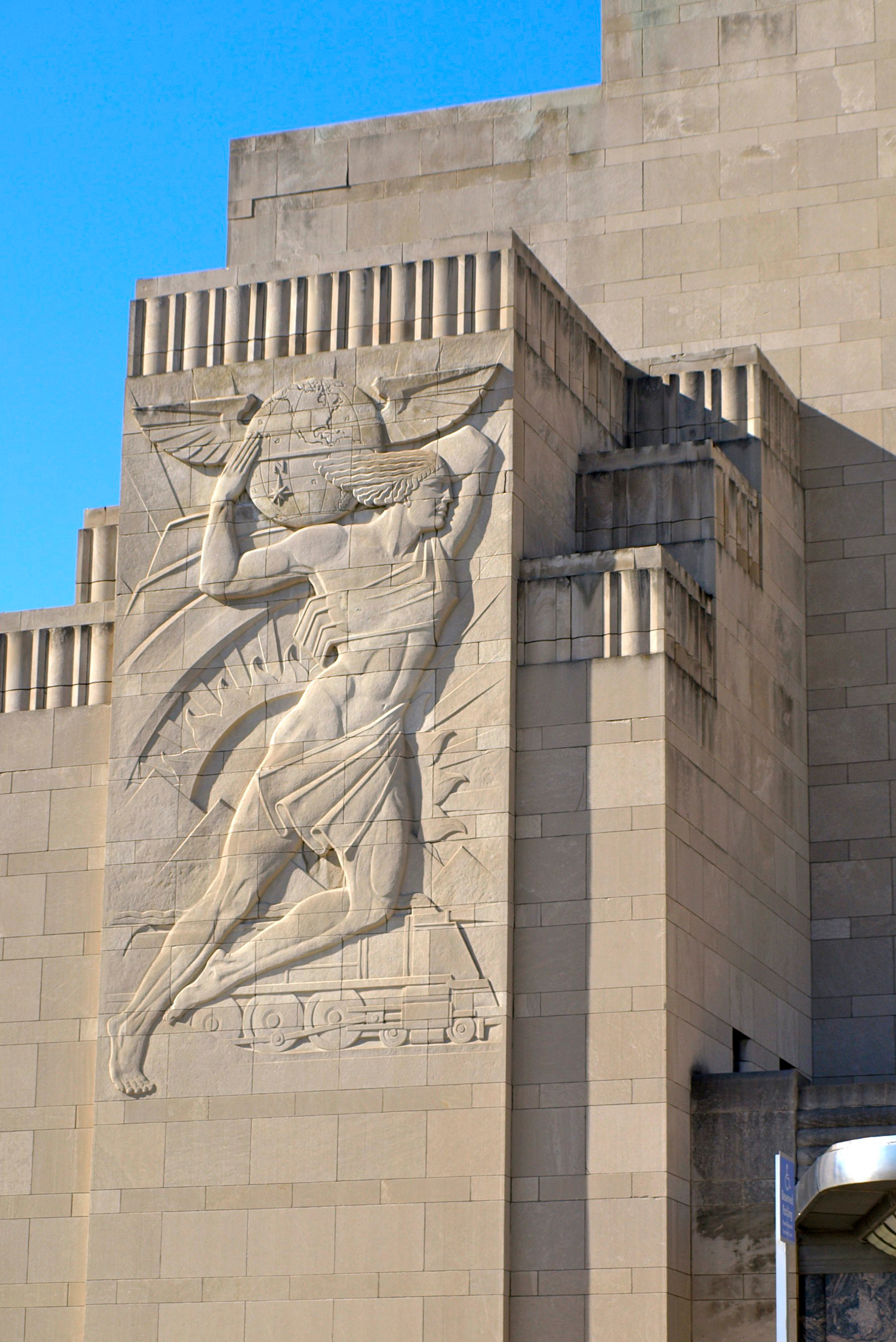
Talla del contrafuerte sur
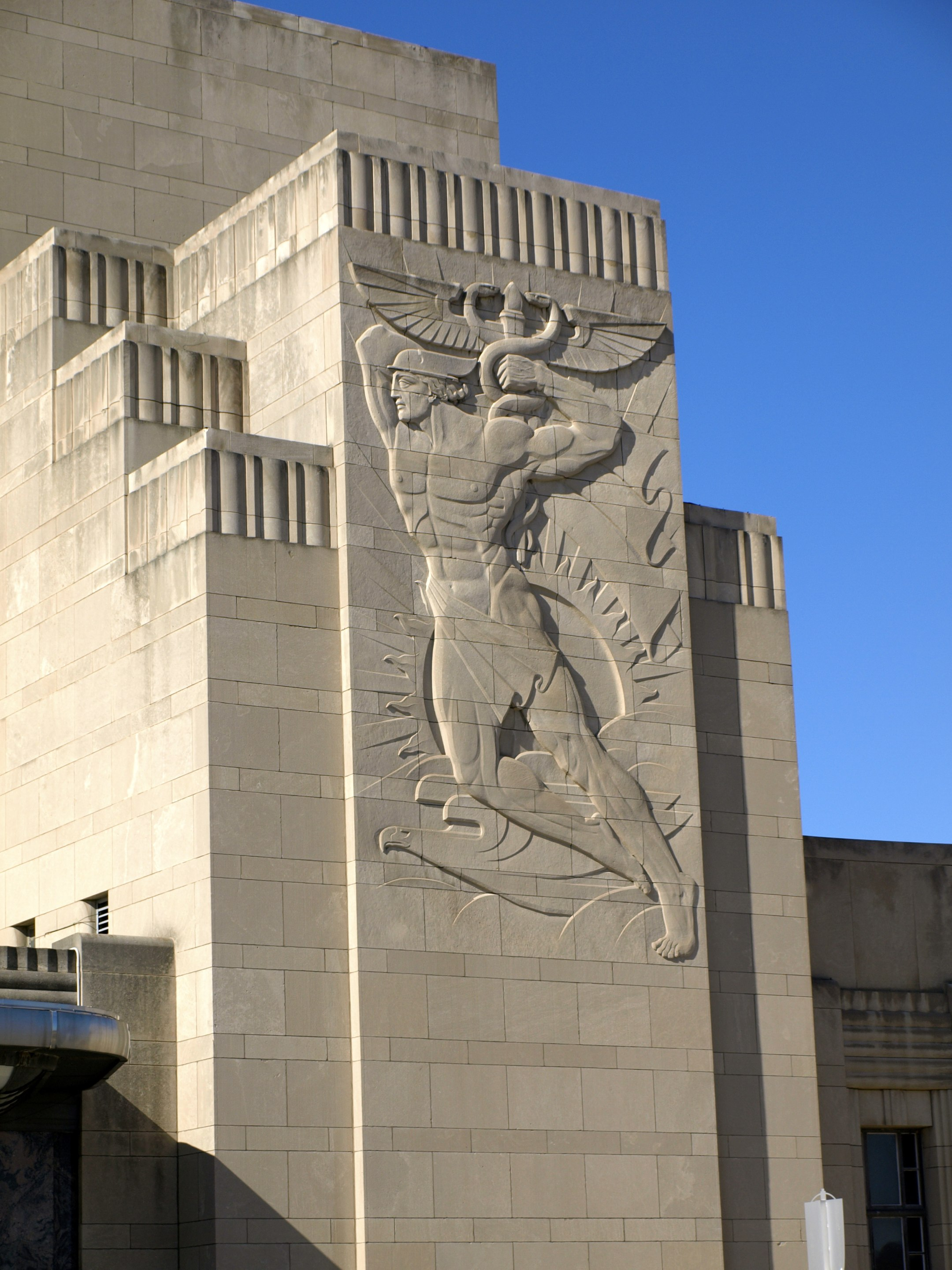
Talla del contrafuerte norte
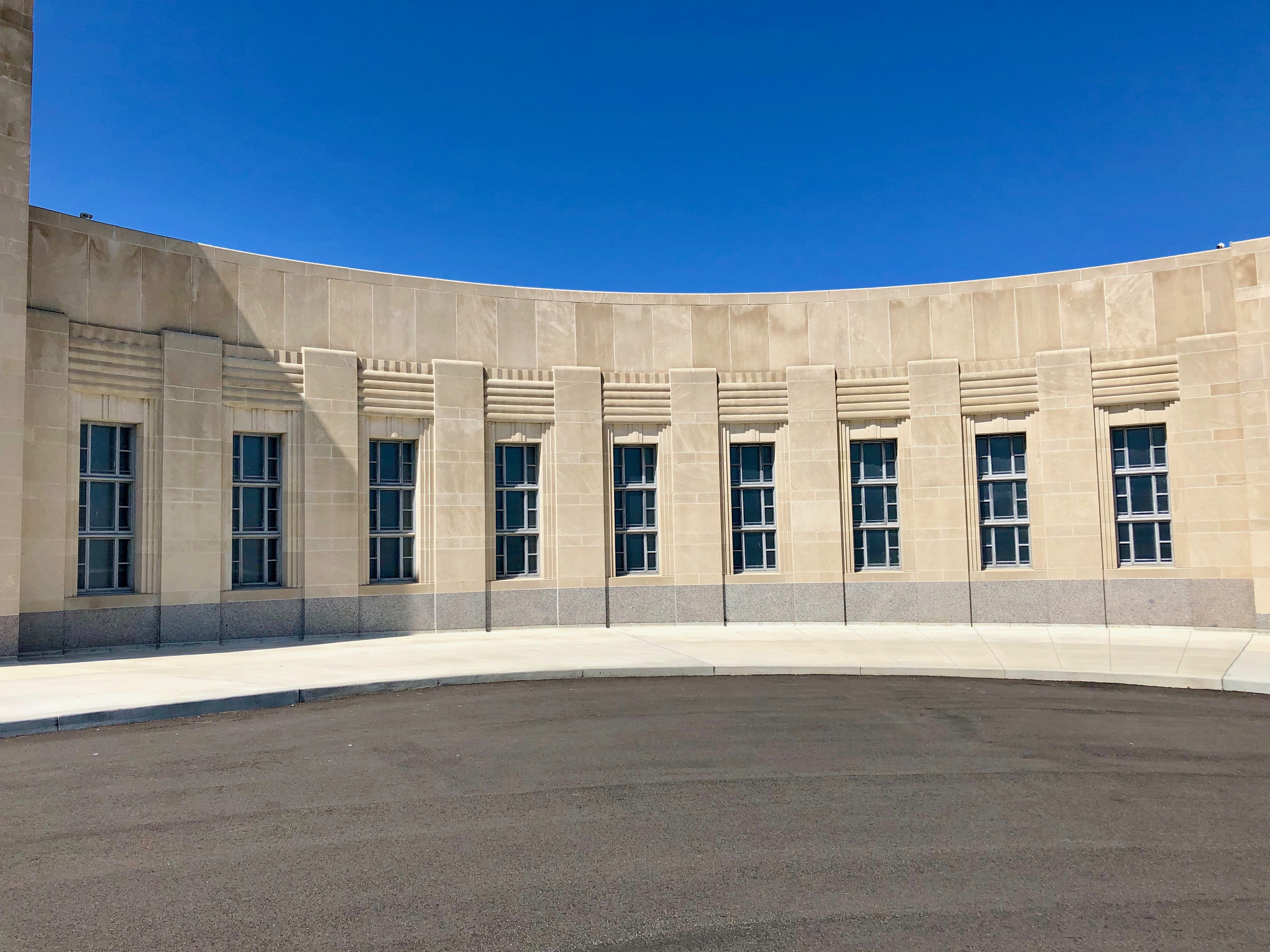
Detalle del ala norte
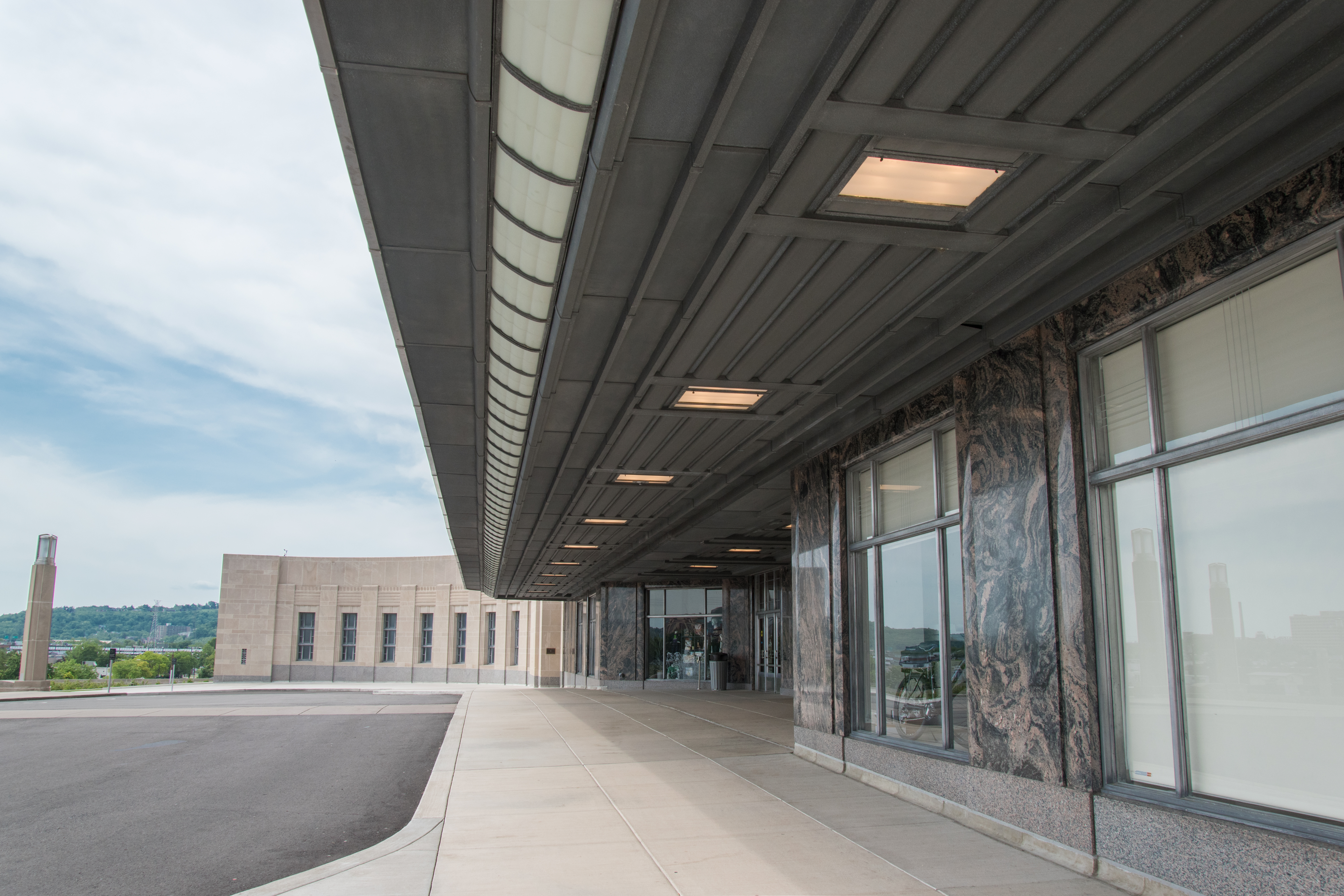
Marquesina
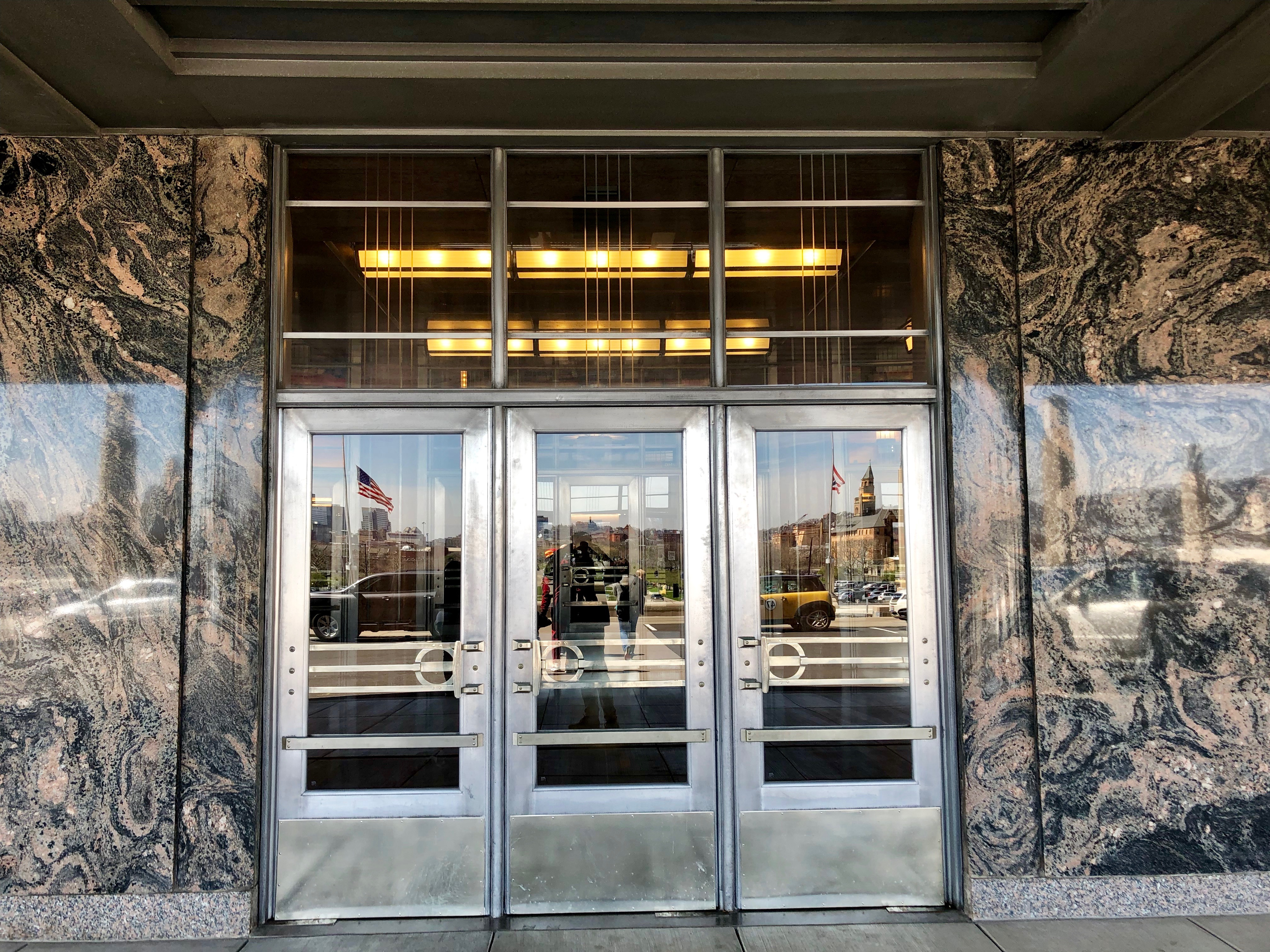
Puertas de entrada principal

### Características originales

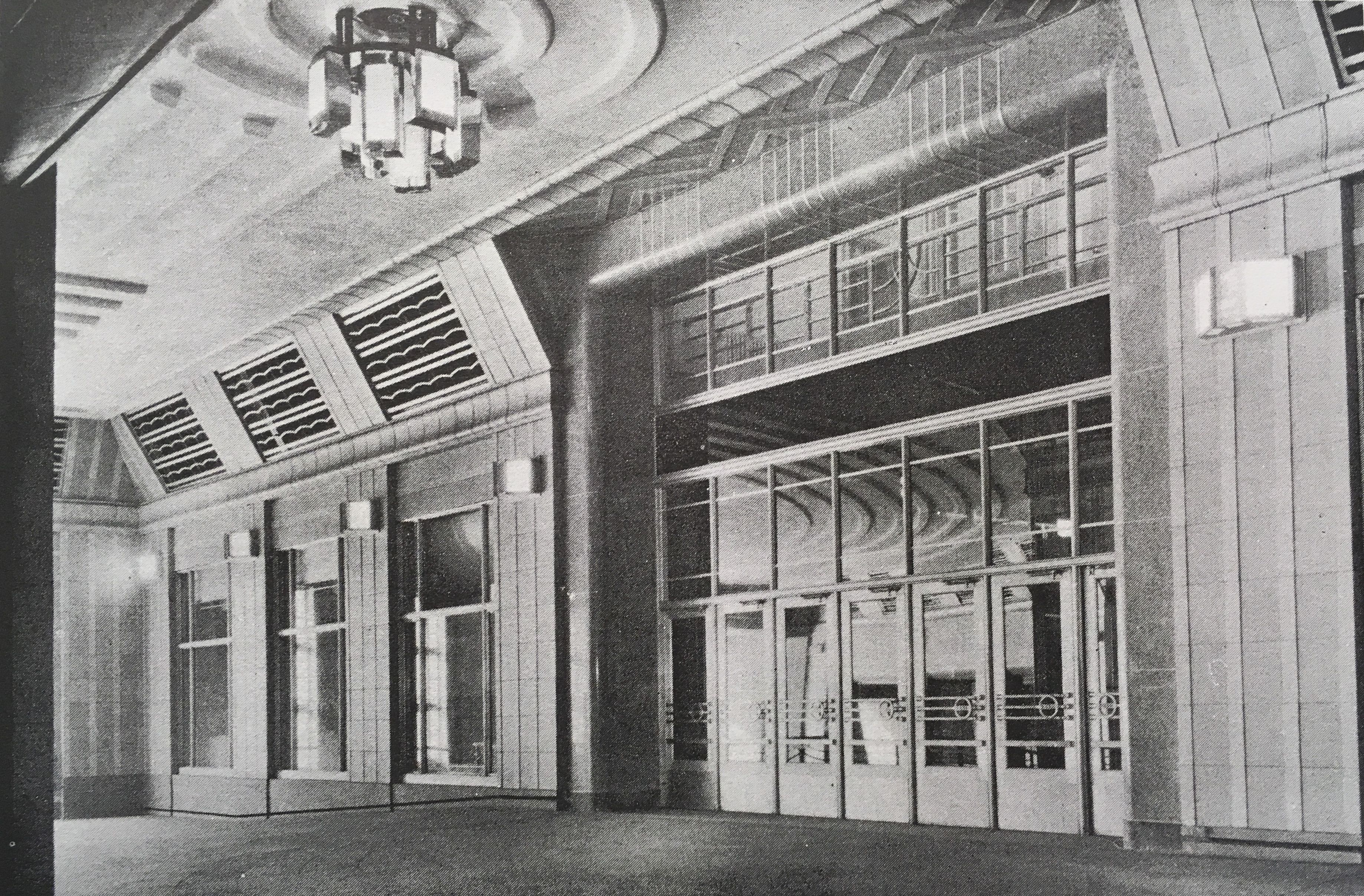
Vestíbulo
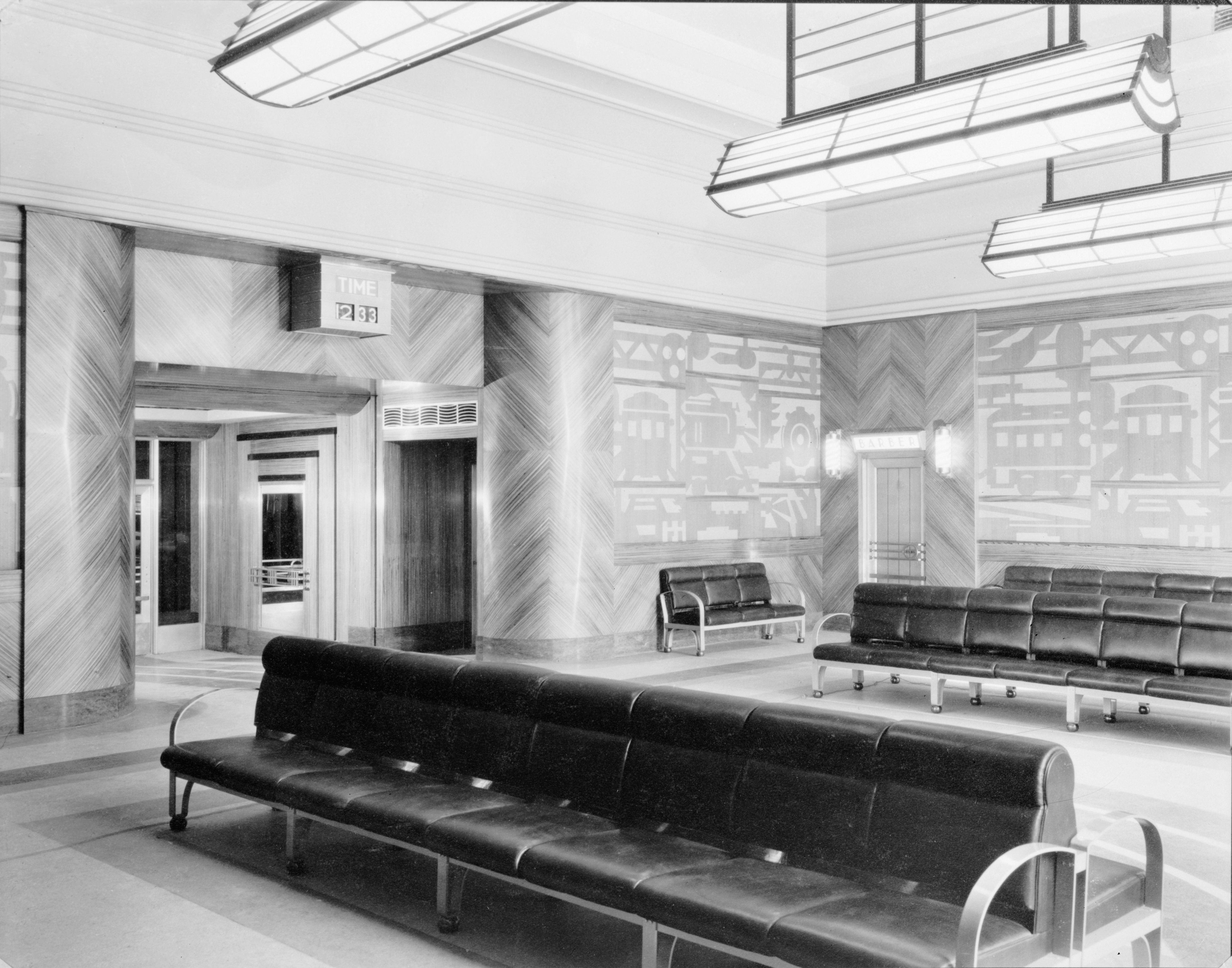
Cuarto de hombres
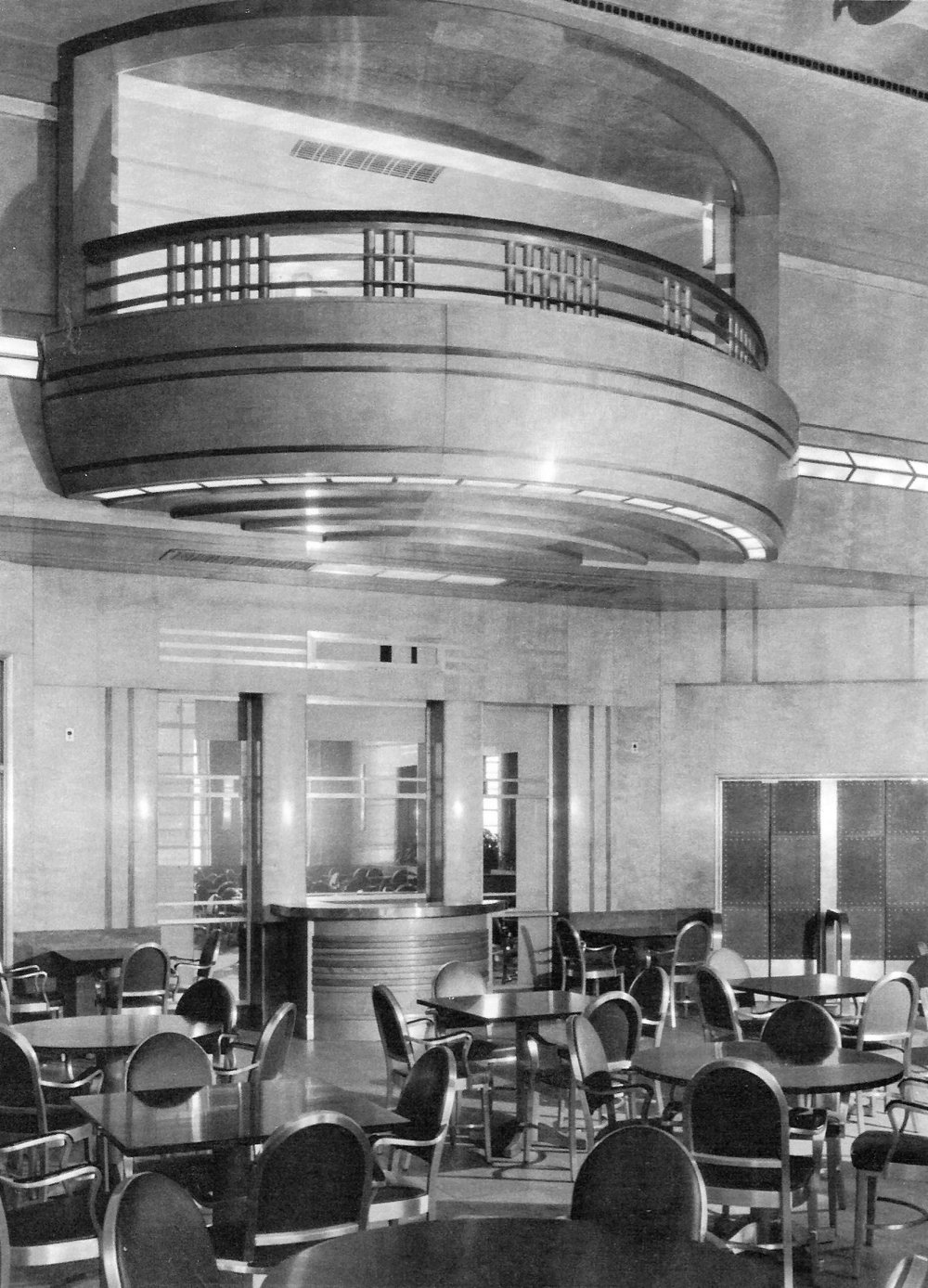
Entrada del comedor
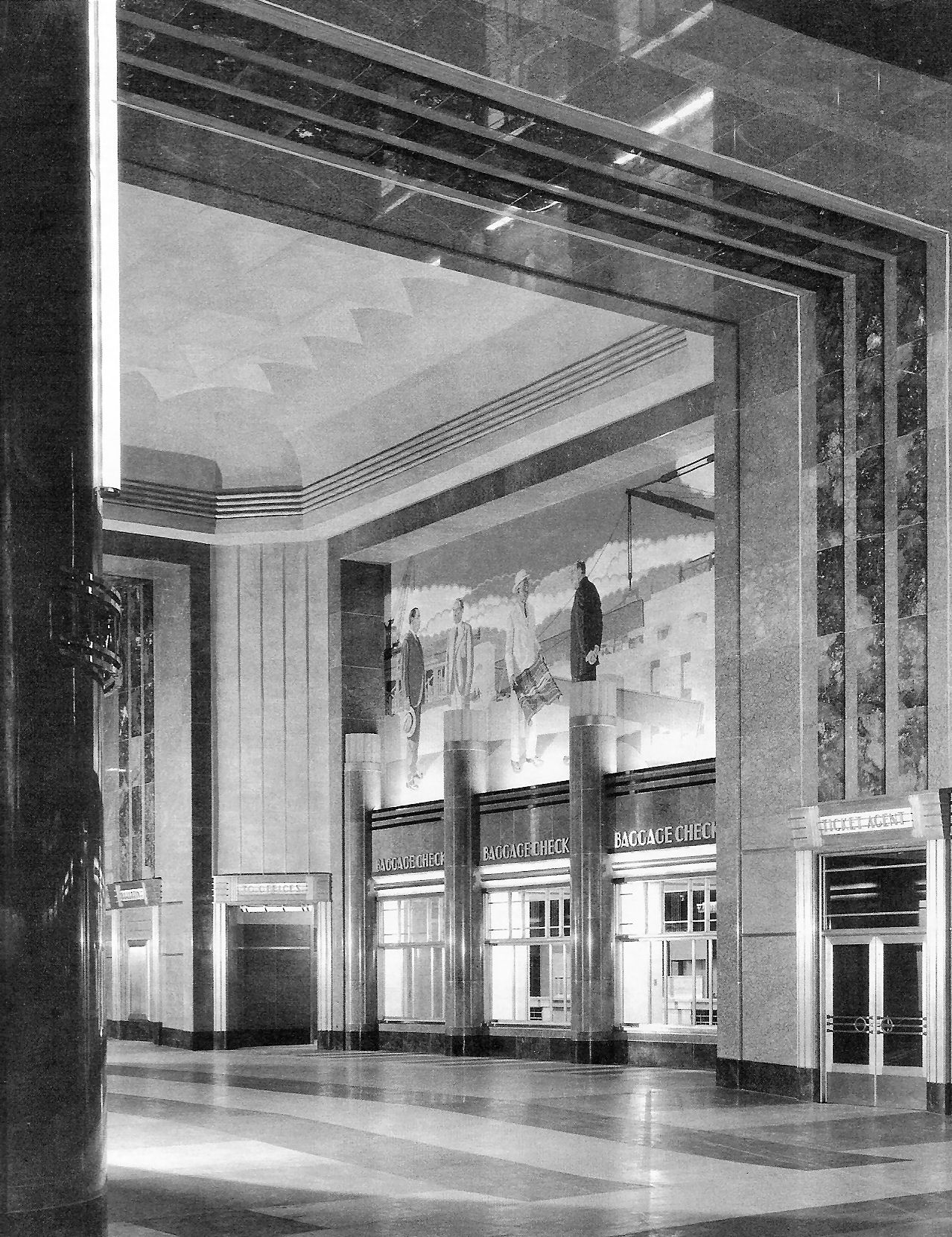
Vestíbulo
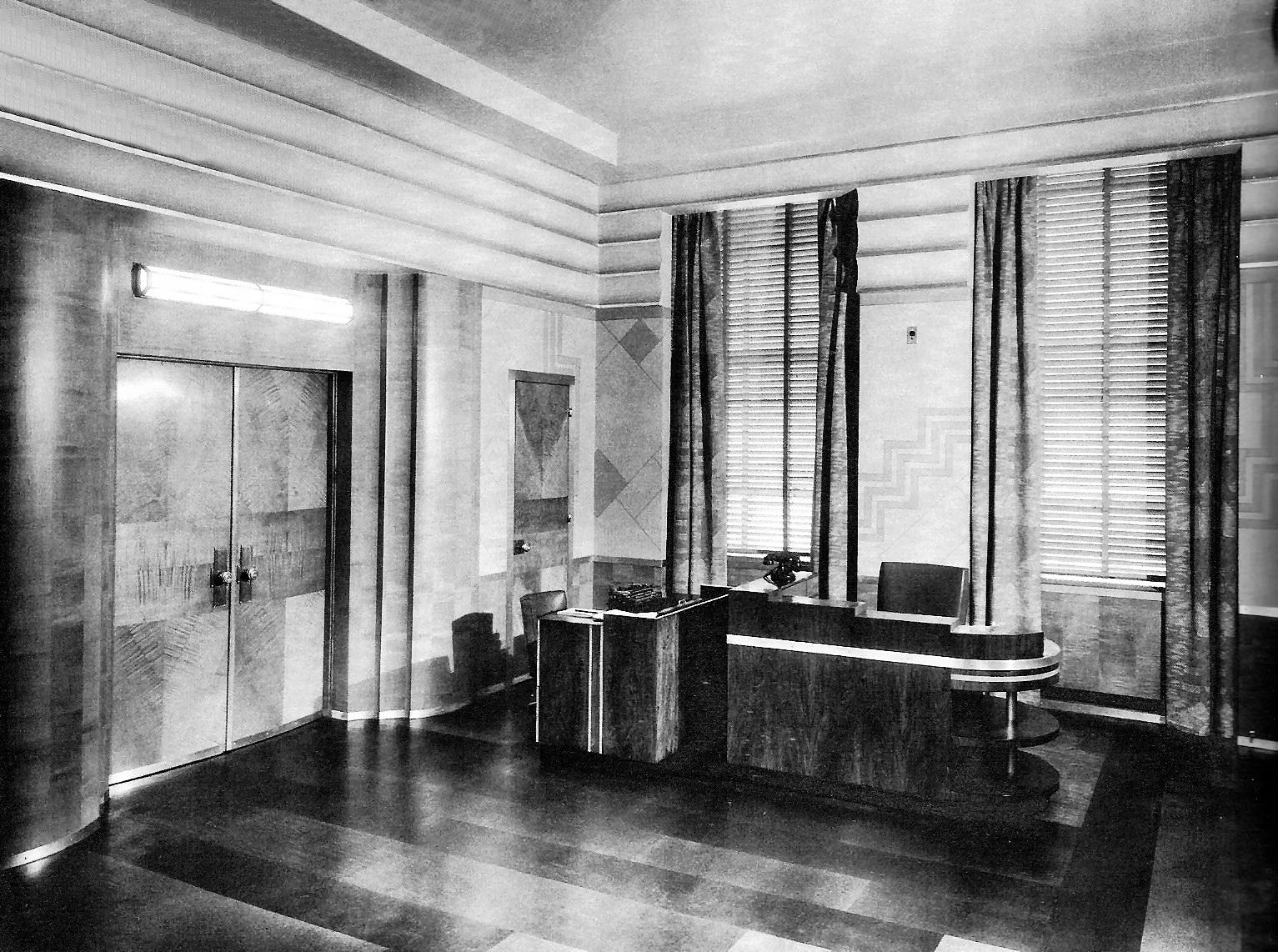
La Oficina de la Secretaría
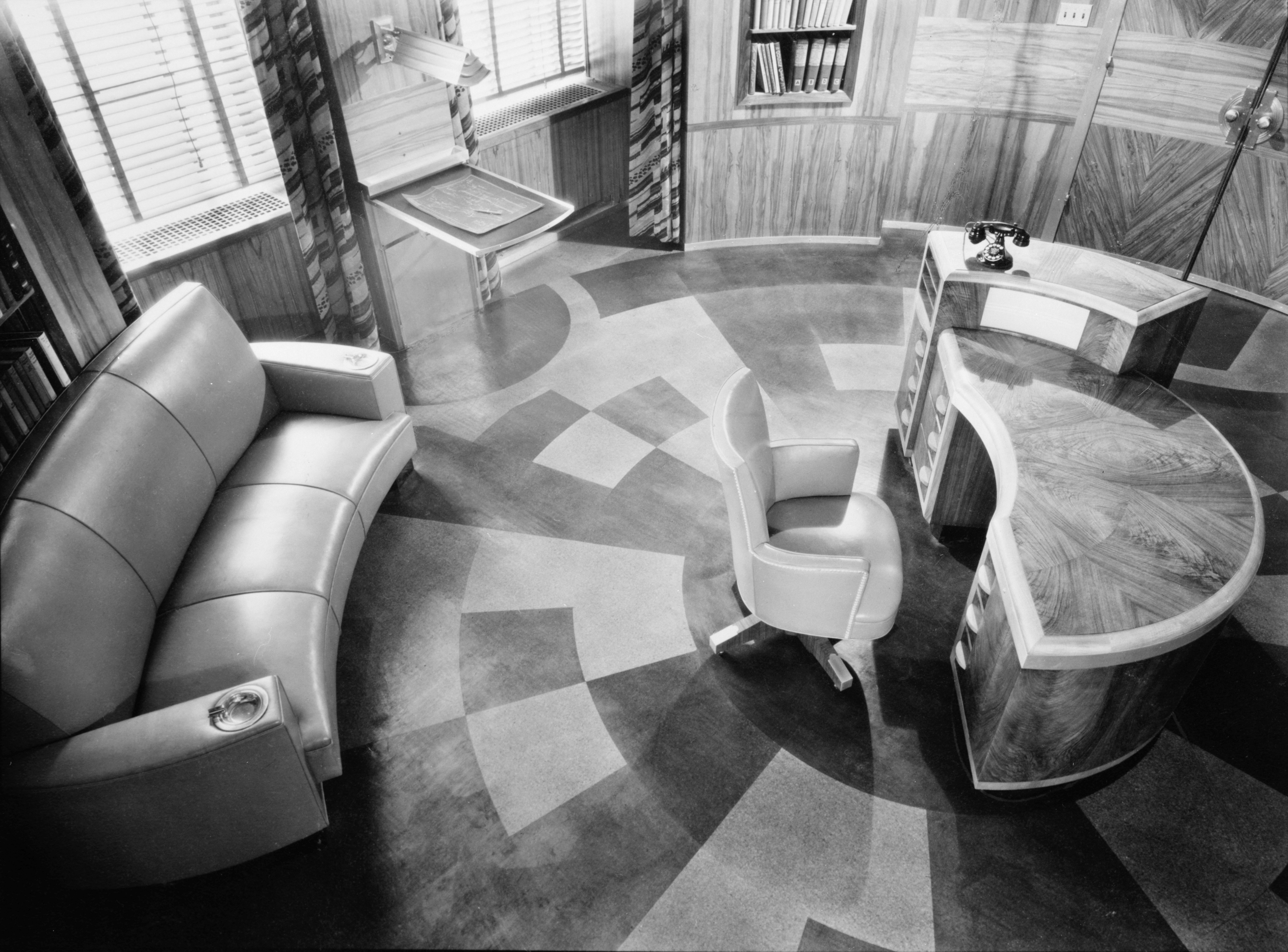
Oficina del Presidente

### Espacios modernos y restaurados

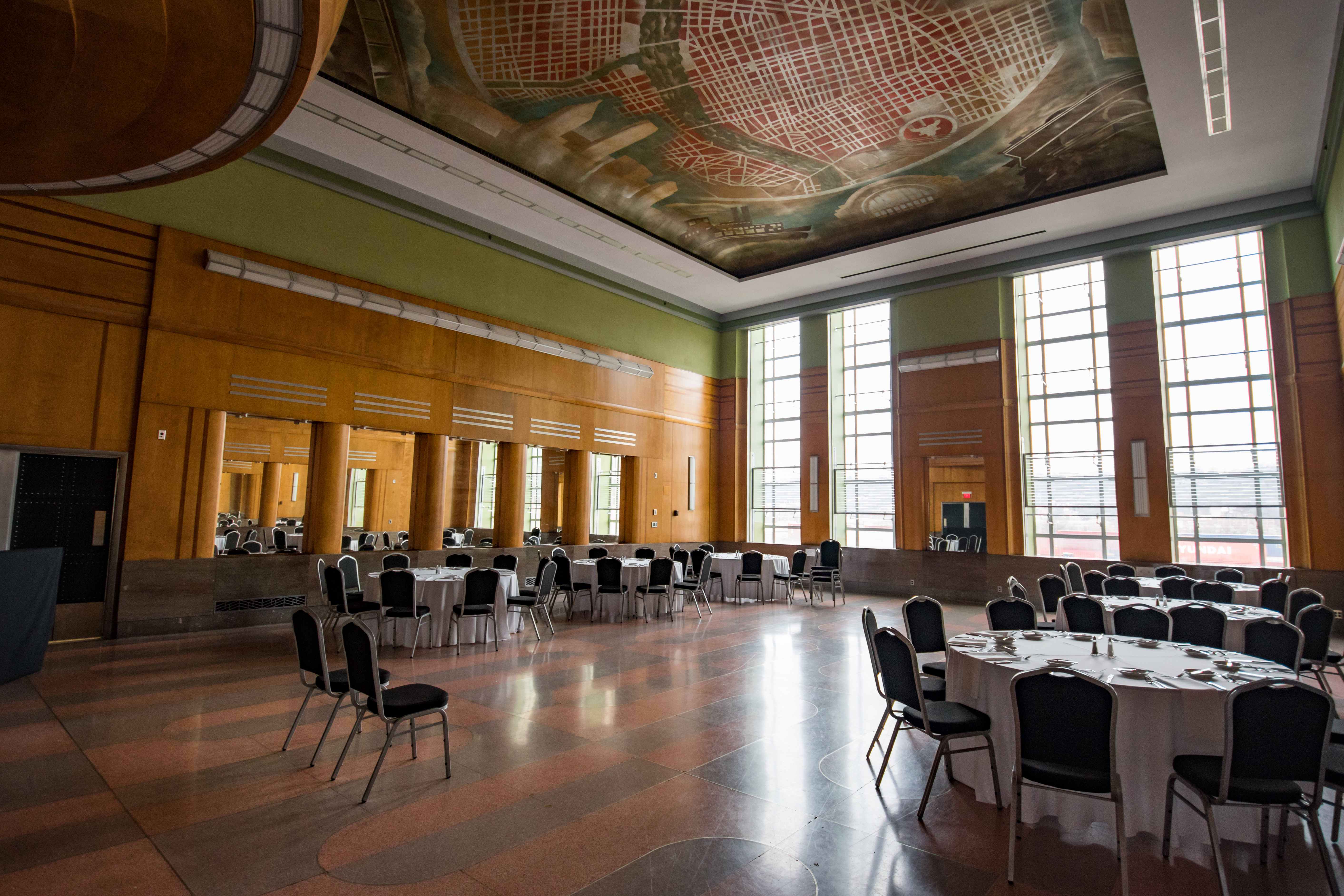
Comedor Cincinnati
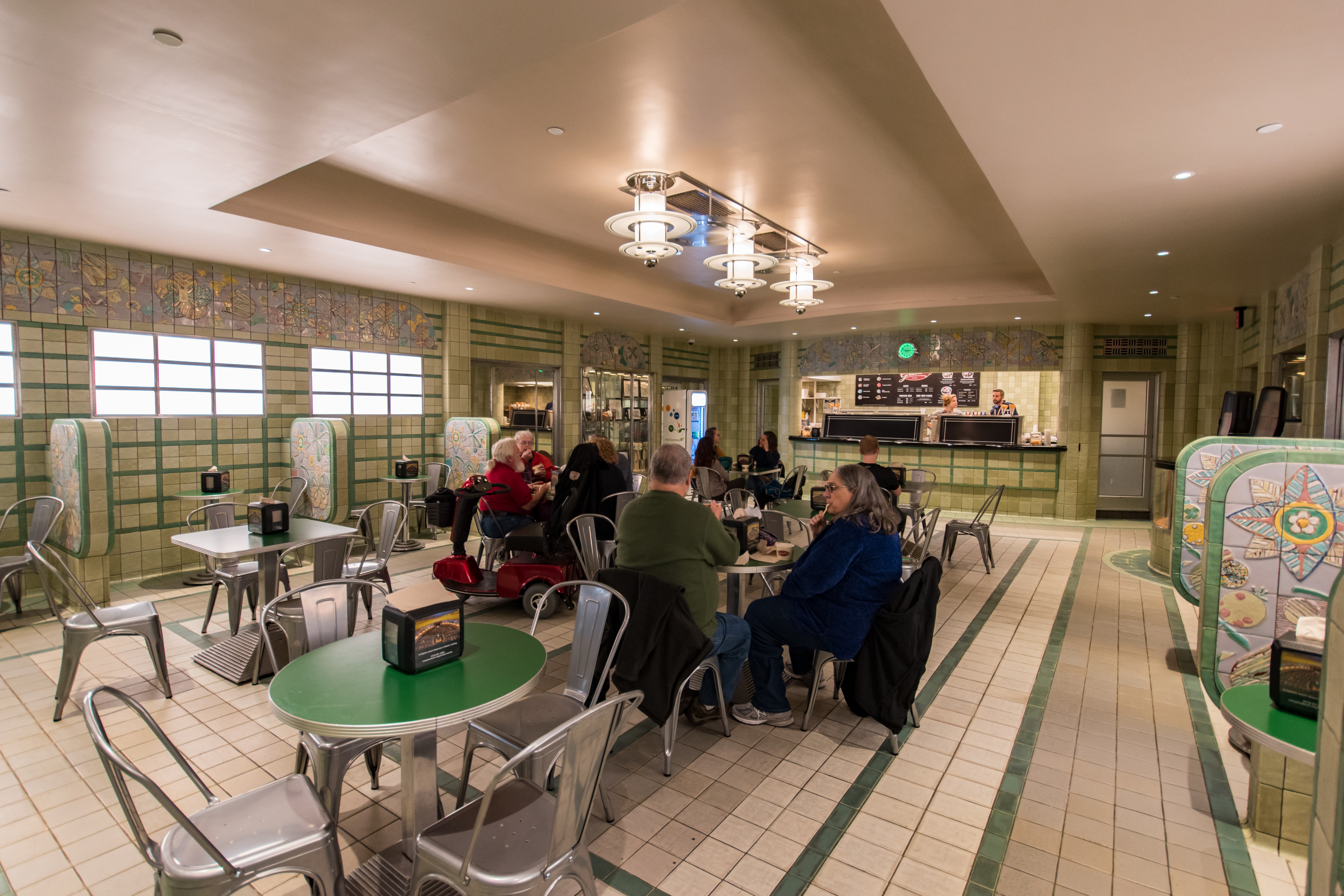
Salón de té Rookwood
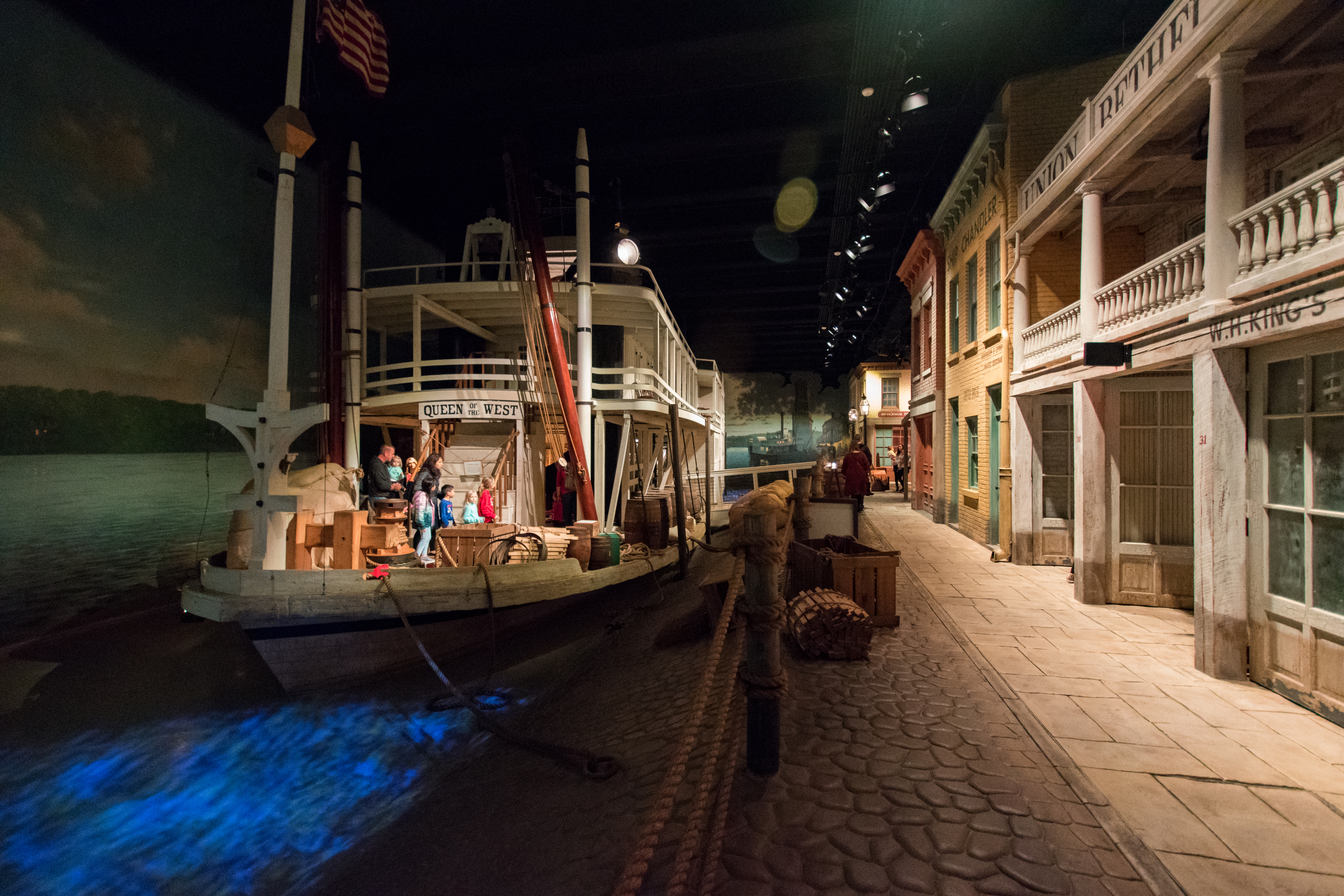
Zona recreativa
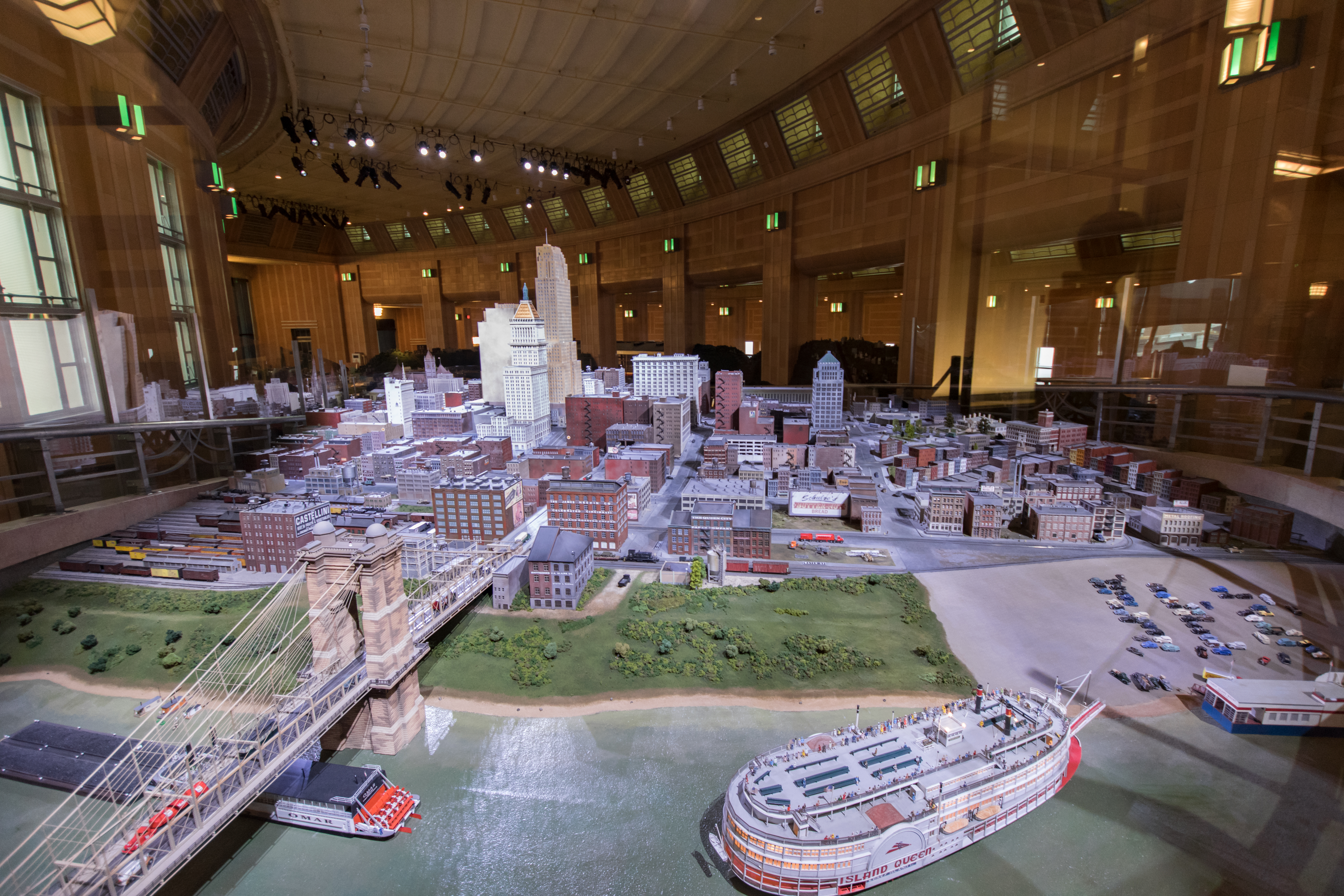
Exposición Cincinnati en movimiento
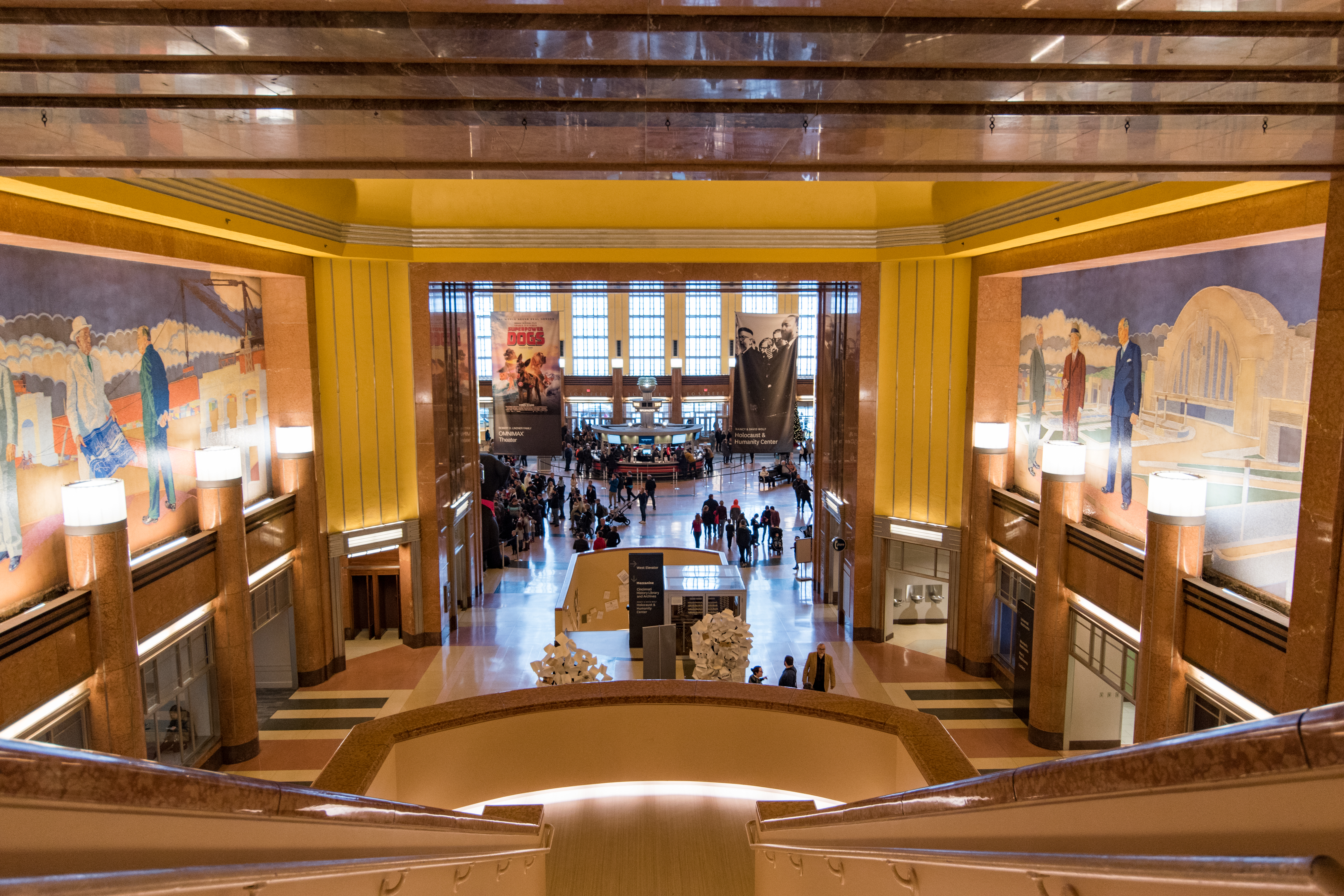
Vestíbulo
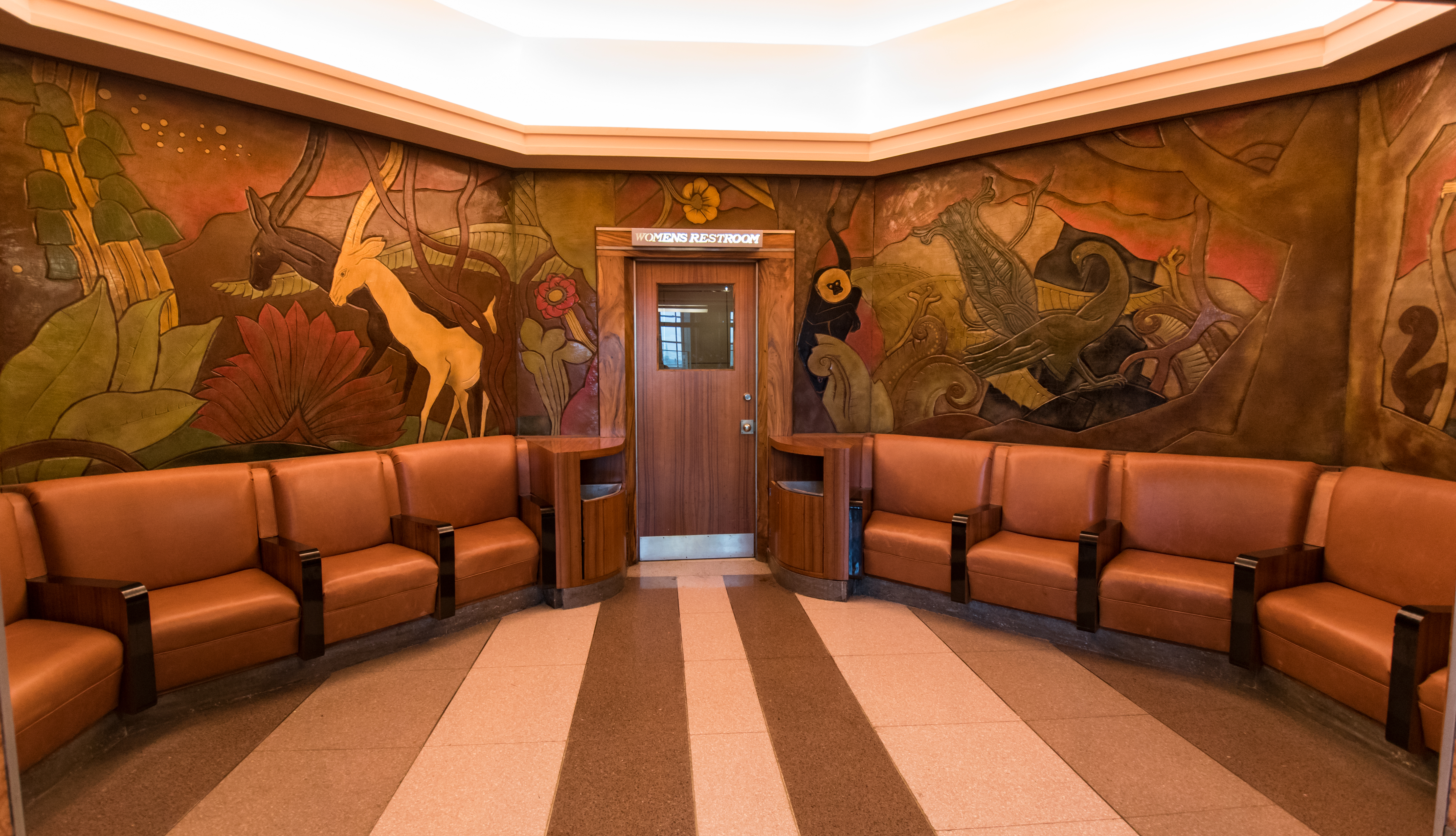
Salón de mujeres